# Gußwerk
Gußwerk ist eine ehemalige Gemeinde mit 1227 Einwohnern (Stand 1. Jänner 2014) im Gerichtsbezirk Bruck an der Mur und im politischen Bezirk Bruck-Mürzzuschlag in der Steiermark.
Am 1. Jänner 2015 wurde sie im Rahmen der steiermärkischen Gemeindestrukturreform gemeinsam mit den ehemaligen Gemeinden Halltal und Sankt Sebastian bei der Stadtgemeinde Mariazell eingemeindet.

## Geografie
Gußwerk war mit 285,29 km² nach Sölden in Tirol und Wien die flächenmäßig drittgrößte Gemeinde Österreichs. Gußwerk liegt im Salzatal im österreichischen Bundesland Steiermark. Die drei höchsten Berge der ehemaligen Gemeinde sind der Ringkamp (2153 m), die Hohe Veitsch (1981 m) sowie der Hochstadl (1919 m).

### Ortsgliederung
Ortschaften der ehemaligen Gemeinde Gußwerk sind:
- Gußwerk-Ort mit Bohrwerk, Salzahammer, Salzatal, Waldau, Härtehammer und Fallenstein
- Wegscheid
- Aschbach mit Niederalpl, Rotsohl
- Gollrad mit Knappengraben und Schloss Brandhof
- Greith
- Weichselboden mit Gschöder, Rotmoos und der Barbarakapelle in der Höll

Katastralgemeinden sind
- Aschbach
- Weichselboden

## Geschichte

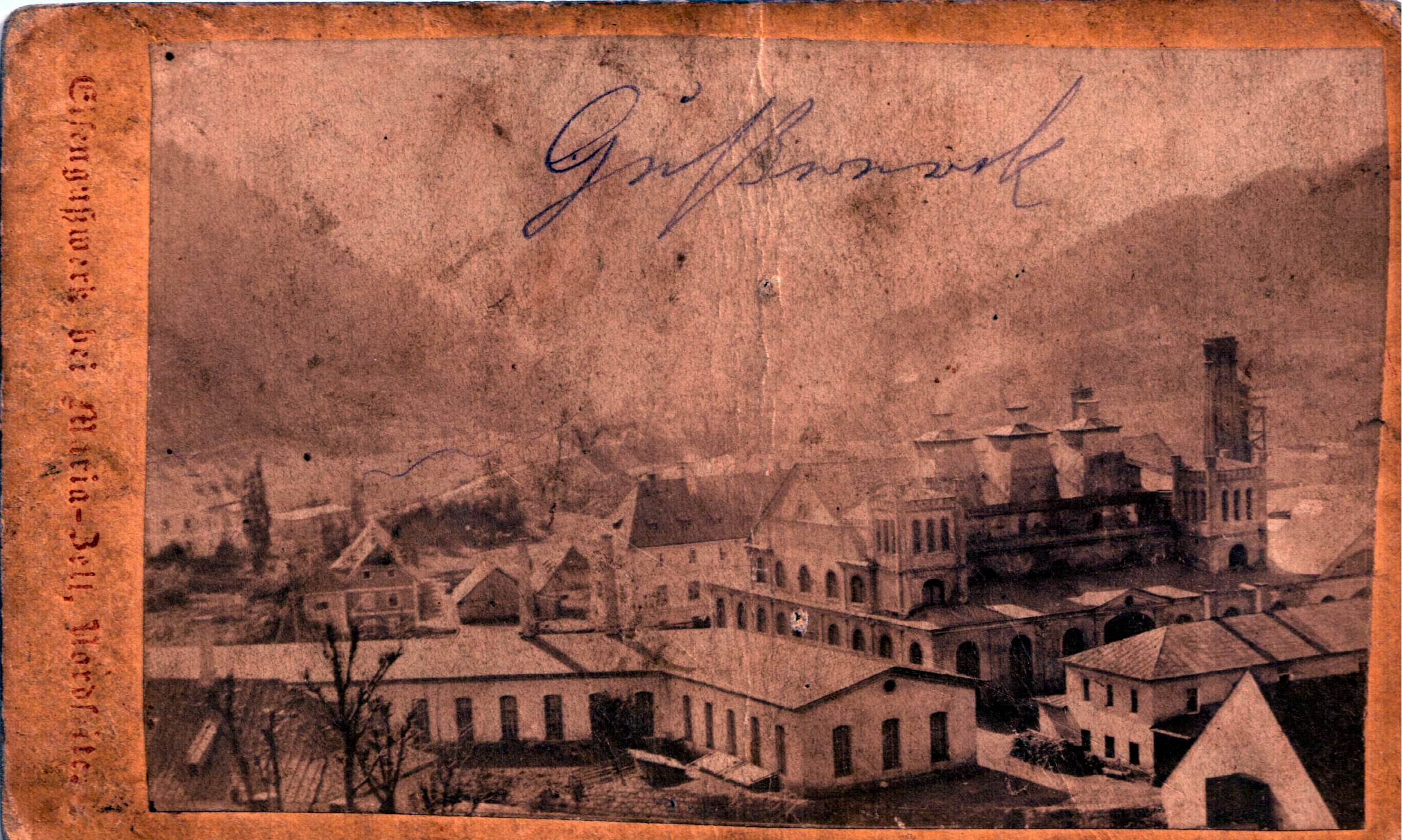
Historische Aufnahme des Gußwerkes etwa um 1870

Im wohl 1342 entstandenen Ort wurde von 1743 bis 1767 das zur damaligen Zeit hochmoderne Eisengusswerk mit drei Hochöfen gebaut. Der Bergbau der Mariazeller Gegend sowie die Versorgung mit Ressourcen (Wasserkraft) ermöglichten die Gründung eines Eisengusswerkes. Dieses bestand von 1742 bis 1899 und war einer der bedeutendsten Artilleriewarenproduzenten der österreichischen Monarchie.
Abt Eugen Inzaghi vom Stift St. Lambrecht gründete das Werk 1742 mit der Genehmigung Maria Theresias. Der Besitzer des Werkes wechselte, erster Besitzer war das Stift St. Lambrecht von 1742 bis zur Auflösung im Zuge der Josephinischen Kirchenpolitik 1786, danach folgte – wie schon davor ganz im merkantilistischen Sinn – eine Interimsdirektion staatlicher Beamter bis zur endgültigen Übernahme als ärarisches Werk 1800.
Die erste Phase von 1742 bis ca. 1750 war geprägt vom Werksaufbau und damit verbundenen organisatorischen und finanziellen Problemen. Nach einer ersten Blüte des Kunstgusses unter P. Wolfgang Hofmann begann die Entwicklung zum Artilleriewarenproduzenten ab 1769 (Verträge mit dem Artilleriehauptzeugamt). Ignaz von Reichenberg baute als Pächter (1771/1775 – 1787) das Werk aus, erweiterte die Anlagen und zog viel Personal nach Gußwerk. Die günstige Entwicklung wurde durch Katastrophen (Hochwasser, Feuer) gehemmt.
Die Zeit der Übergangsverwaltung 1788 bis 1800 wurde geprägt durch die Leitung Andreas Haagers, dem es, unterstützt durch die Zeitumstände (Koalitionskriege, erhöhter Waffenbedarf der Monarchie) gelang, das Werk organisatorisch, technisch und im Bereich der Erzeugung zum wesentlichen Produzenten von Kanonen, Kugeln, Bomben und Munition für die österreichische Armee zu machen. Diese Entwicklung gab den Ausschlag für die Entscheidung, das Werk unter staatlicher Leitung weiterzuführen. In der Zeit der Koalitionskriege wurde es zum wichtigsten Produzenten von Artillerieprodukten der Monarchie. Eisengussprodukte und Artilleriewaren, wie z. B. Kanonen des Gusswerkes, das auch dem Ort Gußwerk den Namen gab, finden sich auch heute noch nicht nur in Österreich, sondern auch in z. B. Kroatien auf der Festung von Pula oder in Šibenik.

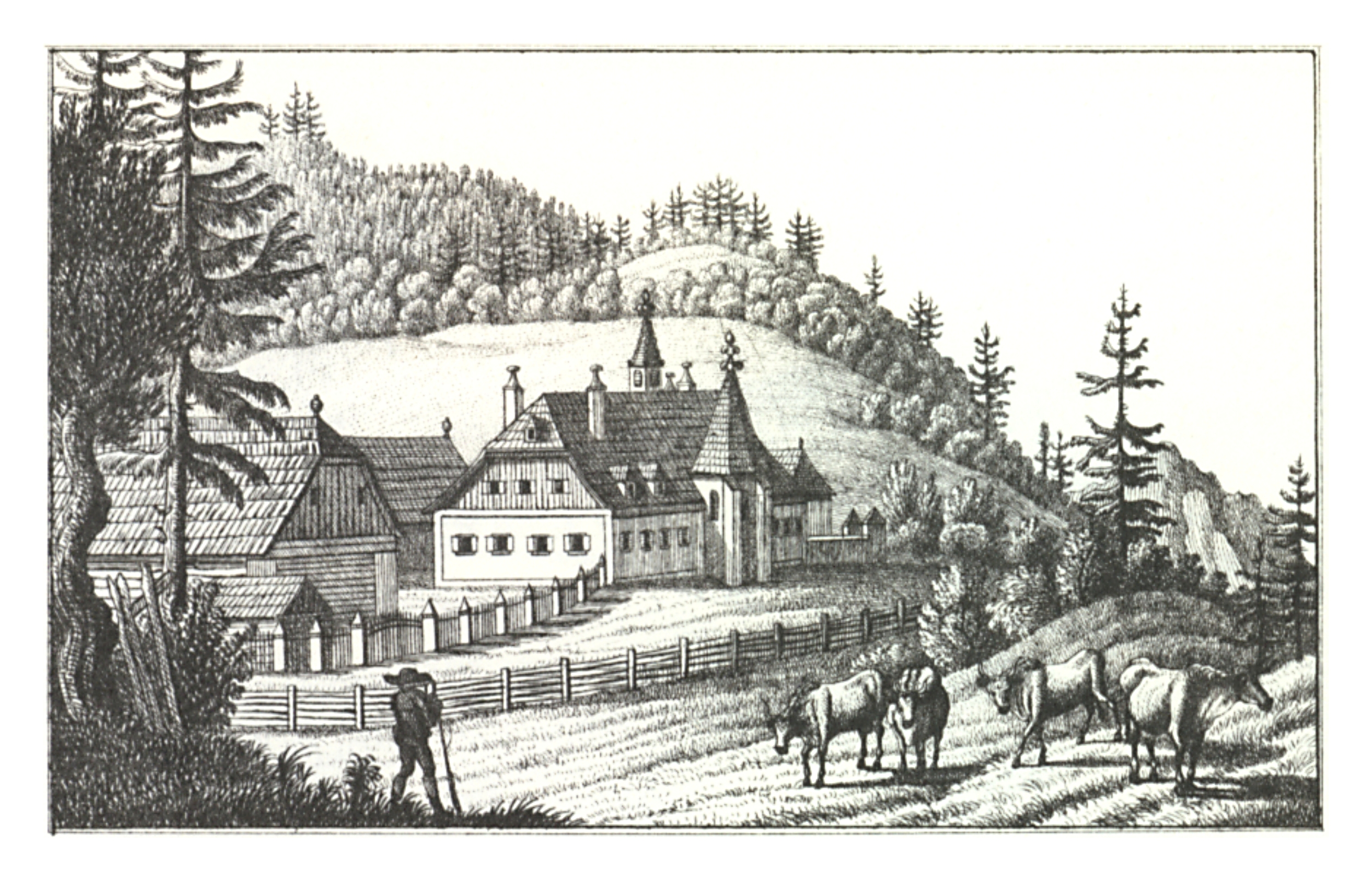
Der Brandhof um 1820, S. Kölbl, Lith. Anstalt J.F. Kaiser, Graz

1829 entstand das Kanonenbohrwerk (im heutigen Ortsteil Bohrwerk). 1899 wurde der letzte Hochofen in Gußwerk ausgeblasen.
Im Zweiten Weltkrieg wurde am 26. Juli 1944 über Gußwerk ein amerikanischer North American P-51 Begleitjäger abgeschossen. Der Pilot konnte aus dem Flugzeug aussteigen und sich mit dem Fallschirm retten.
Aufsehen erregte 1996 der Fund eines nach dem Zweiten Weltkrieg von den USA angelegten Waffenlagers in der Höll (Ortschaft Weichselboden).

## Politik
Letzter Bürgermeister war Michael Wallmann. Vizebürgermeisterin war Gabriela Stebetak.

### Wappen
Wappenbeschreibung:
„In einem von Gold und Grün geteilten Schild oben drei miteinander verbundene stilisierte Hochöfen, unten drei aus dem Schildrand wachsende silberne Sägeblätter in Gatterstellung.“
Das Wappen weist auf das bis in das vorige Jahrhundert sehr bedeutende Eisengusswerk, das auch dem Ort den Namen gegeben hat, und auf die in der Gemeinde wichtige Holzwirtschaft hin.
Die Verleihung des Gemeindewappens erfolgte mit Wirkung vom 1. September 1964.

### Regionalpolitik
Der Ort ist Teil der Leader-Region Mariazellerland–Mürztal und Mitglied in der Agenda-21- und Tourismusregion Mariazeller Land, dessen steirische Gemeinden auch die Regionext-Kleinregion des Namens bilden.

### Städtepartnerschaften
- Vejano in Italien

## Kultur und Sehenswürdigkeiten

### Bauten
- Montanmuseum in Gußwerk-Ort
- Jagdmuseum in der Pension Haring
- Schloss Brandhof
- Prescenyklause

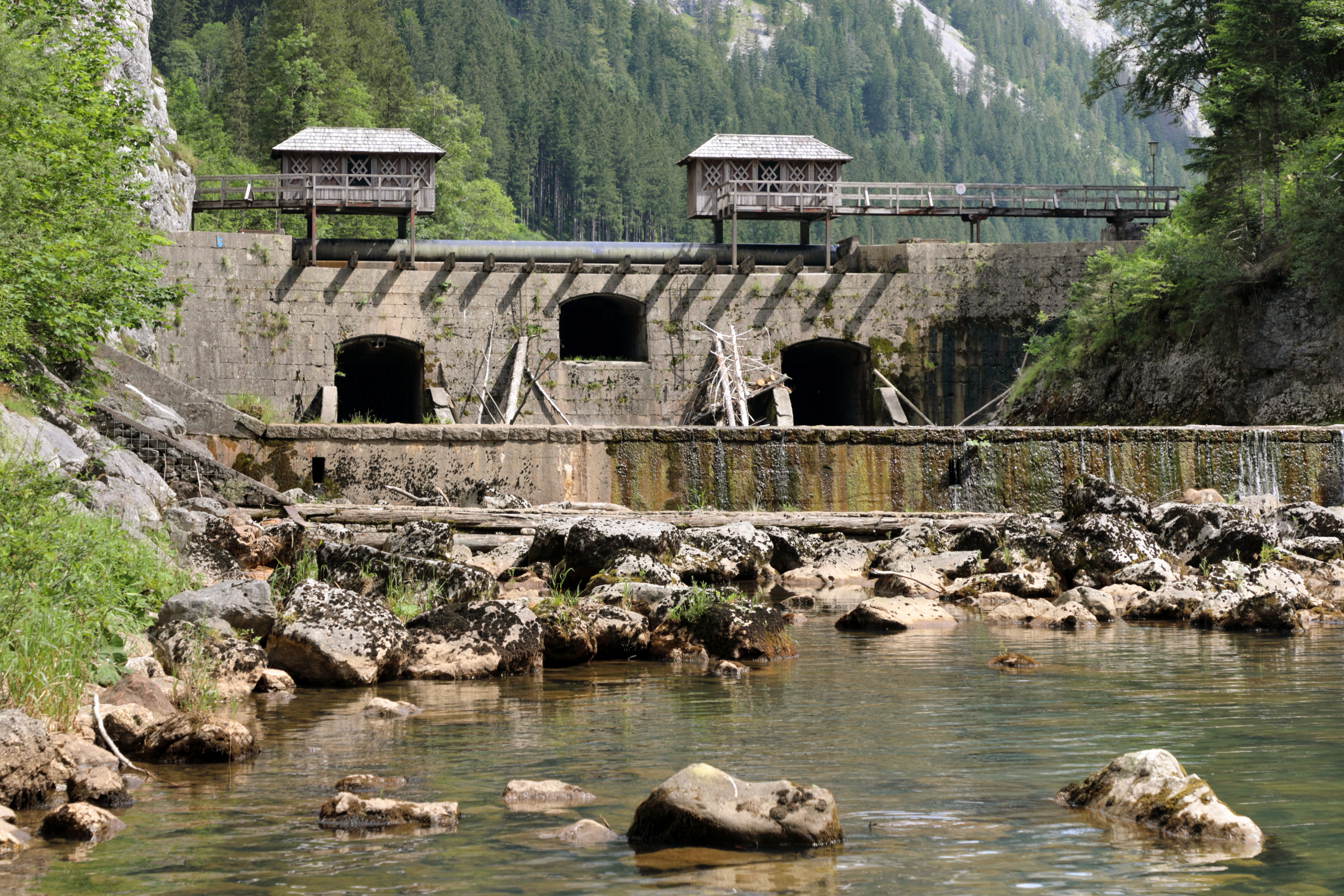
Prescenyklause

- Pfarrkirche Gußwerk, die 1850 erbaute Pfarrkirche ist dem am Kreuz erhöhten Herrn geweiht
- Filialkirche Wegscheid
- Filialkirche Weichselboden
- Filialkirche Gollrad
- Bahnhof Gußwerk, bis Mai 1988 Endbahnhof der Mariazellerbahn; heute in Privatbesitz

### Musik
- 2 Blasmusikkapellen: Gußwerk und Aschbach – seit dem Jahr 2018 nur mehr ein Musikverein (Aschbach)

## Sport
Fußball, Schilanglauf, Schitouren, Tennis, Wandern, Bergsteigen, Jagen

## Persönlichkeiten

### Söhne und Töchter der ehemaligen Gemeinde
- Eduard Hruschka (1870–1935), Forstinspektor, Holzindustrieller und deutschnationaler Politiker, Abgeordneter zum Österreichischen Abgeordnetenhaus und zum Bukowiner Landtag, Mitglied der Provisorischen Nationalversammlung
- Norbert Horvatek (1888–1982), SPÖ-Politiker, Bürgermeister von Fohnsdorf, Abgeordneter zum Nationalrat und Steiermärkischen Landtag, Landesrat und Landeshauptmann-Stellvertreter der Steiermark
- Michael Schoiswohl (1858–1924), CS-Politiker, Mitglied der Provisorischen Nationalversammlung 1918–1919, Mitglied der Konstituierenden Nationalversammlung 1919–1920, Abgeordneter zum Nationalrat 1920–1923